# 상하이 마스터스 (테니스)

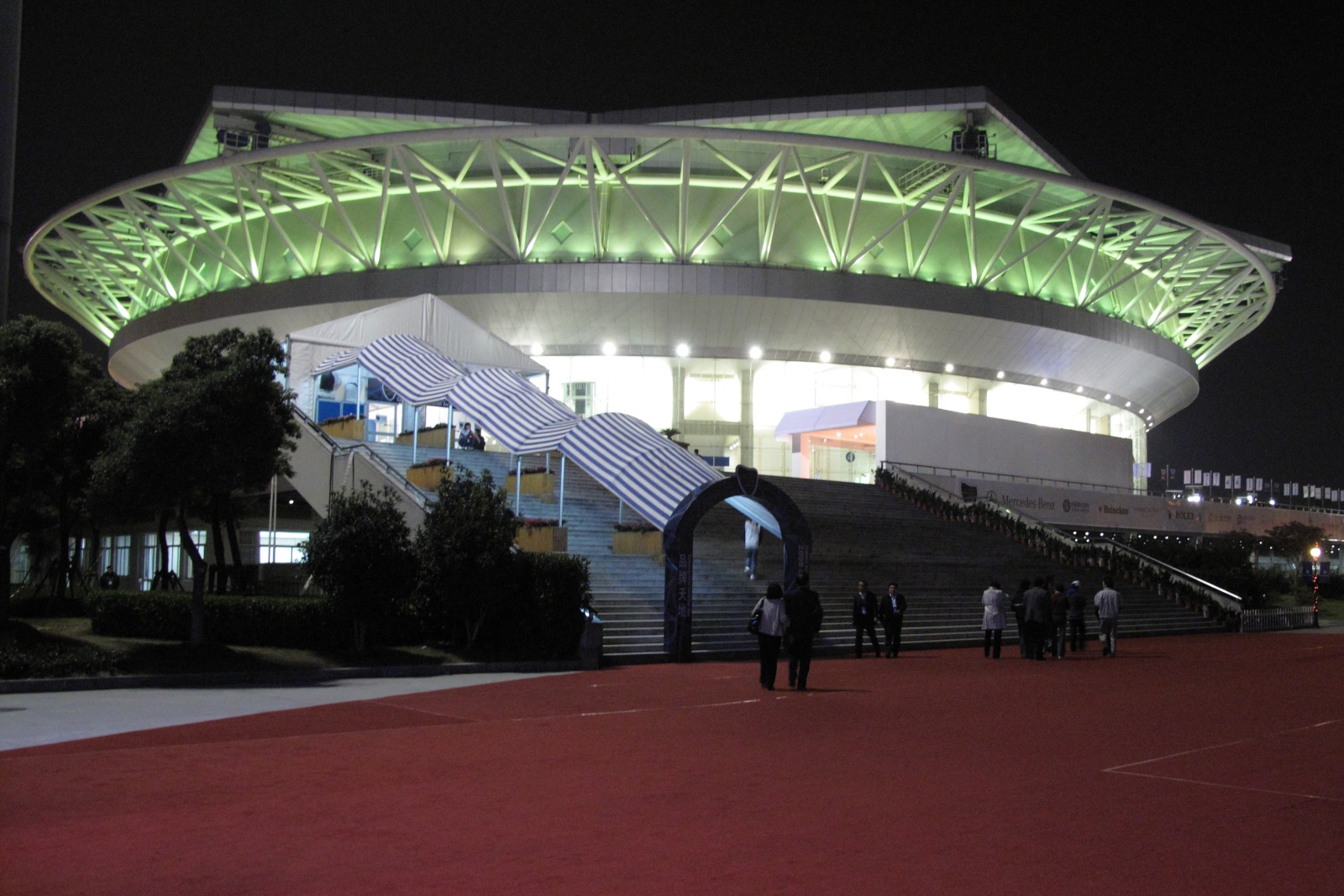
2008년 마스터스 컵 당시 치종 아레나 경기장의 모습.

상하이 ATP 마스터스 1000(Shanghai ATP Masters 1000 presented by Rolex)은 매년 10월 중국 상하이에서 열리는 남자 프로 테니스 대회이다. ATP 월드 투어 대회 중 ATP 월드 투어 마스터스 1000 분류에 속하며, 코트 종류는 하드 코트이다. 2009년 첫 대회가 개최되었으며, 경기장은 상하이의 치종 아레나이다.

## 대회 운영

### 경기 진행 방식
남자 단식과 복식 경기가 열리며, 일요일에서 다음 일요일까지 8이에 걸쳐 진행된다. (2012년 대회는 10월 8일 일요일에 시작해 14일 일요일에 마쳤다.)

## 랭킹 포인트 및 상금
ATP 월드 투어 마스터스 1000 대회인 상하이 마스터스 우승자 및 우승 팀에게는 1000점의 랭킹 포인트가 주어진다. 더불어 총 5,250,000달러의 상금이 단식 및 복식 경기 참가 선수들에게 배분된다. 다음은 2009년 대회의 각 회전별 랭킹 포인트 및 상금 배분이다.
| 경기 | 경기   | 우승     | 준우승   | 4강      | 8강     | 3회전   | 2회전   | 1회전   | 예선통과 | 예선2회전 | 예선1회전 |
| 단식 | 포인트 | 1000     | 600      | 360      | 180     | 90      | 45      | 10      | 25       | 14        | 0         |
| 단식 | 상금   | $616,500 | $302,000 | $151,800 | $77,750 | $40,330 | $21,000 | $11,000 | -        | $2,650    | $1,350    |
| 복식 | 포인트 | 1000     | 600      | 360      | 180     | 0       | -       | -       | -        | -         | -         |
| 복식 | 상금   | $252,550 | $105,100 | $44,750  | $19,450 | $8,800  | $4,000  | -       | -        | -         | -         |

## 역대 결승

### 단식
| 연도 | 우승              | 준우승                | 스코어               |
| ---- | ----------------- | --------------------- | -------------------- |
| 2009 | 니콜라이 다비덴코 | 라파엘 나달           | 7–6(3), 6–3          |
| 2010 | 앤디 머리         | 로저 페더러           | 6–3, 6–2             |
| 2011 | 앤디 머리         | 다비드 페레르         | 7–5, 6–4             |
| 2012 | 노바크 조코비치   | 앤디 머리             | 5–7, 7–6(13–11), 6–3 |
| 2013 | 노바크 조코비치   | 후안 마르틴 델 포트로 | 6-1, 3-6, 7-6(7–3)   |

### 복식
| 연도 | 우승                            | 준우승                                      | 스코어                     |
| ---- | ------------------------------- | ------------------------------------------- | -------------------------- |
| 2009 | 쥘리앵 베네토 조윌프리드 총가   | 마리우시 피르스텐베르크 마르친 마트코프스키 | 6–2, 6–4                   |
| 2010 | 위르겐 멜처 리앤더 페이즈       | 마리우시 피르스텐베르크 마르친 마트코프스키 | 7–5, 4–6, [10–5]           |
| 2011 | 막스 미르니 다니엘 네스터       | 미카엘 료드라 네나드 지모니치               | 3-6, 6-1, [12–10]          |
| 2012 | 리앤더 페이즈 라데크 슈테파네크 | 마헤시 부파티 로한 보판나                   | 6–7(7–9), 6–3, [10–5]      |
| 2013 | 이반 도디그 마르셀루 멜루       | 다비드 마레로 페르난도 베르다스코           | 7–6(7–2), 6–7(6–8), [10–2] |